# Taux composé
Les taux composés s'appliquent aux progressions géométriques, par exemple, le taux de croissance d'une économie, le taux de rendement d'un projet ou d'un investissement et dans le cas d'un prêt (ou d'un placement bancaire) aux intérêts composés servis par le débiteur